# Беара, Владимир
Владимир Беара (сербохорв. Vladimir Beara, Владимир Беара; 2 ноября 1928, Зелово, район г. Синь — 11 августа 2014, Сплит) — югославский (хорватский) футболист (вратарь), этнический серб, серебряный призёр Олимпийских игр в Хельсинки (1952).

## Биография
Уроженец местечка Зелово (окрестности города Синь). В годы Второй мировой войны работал электриком и не помышлял о футболе, служил в армии югославских партизан. Также он занимался балетом.
В 1946 году Владимир случайно посетил тренировку сплитского «Хайдука»: в тот день вратари не тренировались из-за травм, и тренер клуба Йожо Матошич попросил кого-то из зрителей встать в ворота. Владимир вызвался добровольцем. Матошич попросил игроков сильно не пробивать по воротам. Хотя они в азарте тренировки забыли об указании тренера, но Беара справился со всеми заданиями. Впечатлённый Матошич предложил ему стать вратарём команды, и Владимир согласился без промедления.
За «Хайдук» Беара провёл более 300 игр и трижды выигрывал Чемпионат Югославии по футболу. В 1955 году Беара перешёл в «Црвену Звезду», с которой выиграл ещё 4 чемпионских звания и 2 Кубка Югославии. Позднее играл в западногерманских клубах.
За сборную Югославии провёл 59 матчей; получил известность после блестящей игры против сборной Англии на стадионе «Хайбери». Серебряный призёр Олимпийских игр 1952 года, участник чемпионатов мира 1950, 1954, 1958 годов.
После завершения карьеры игрока работал тренером.
Скончался 11 августа 2014 года.